# ビッカース ウェリントン
ビッカース ウェリントン
- 用途：爆撃機
- 設計者：R. K.ピアソン
- 製造者：ビッカース社
- 運用者

  -  イギリス（イギリス空軍）
  -  カナダ（カナダ空軍）
  -  ニュージーランド（ニュージーランド空軍）
  -  オーストラリア（オーストラリア空軍）
- 初飛行：1936年6月15日
- 生産数：11,464機
- 生産開始：1936年～1945年
- 運用開始：1938年10月
- 運用状況：退役

ビッカース ウェリントン（Vickers Wellington）は、第二次世界大戦初期のイギリス空軍で使用されたヴィッカース社製の爆撃機である。ヴィッカース社独特の大圏構造の機体を持つ爆撃機で、第二次世界大戦初期のイギリス空軍において爆撃機部隊の柱として活躍し、「ウィンピー」（Wimpy）の愛称で親しまれた。1943年秋以降は爆撃任務から外され、沿岸哨戒や輸送任務で使用された。1953年までイギリス空軍の練習機として使われた。
本来は昼間爆撃機として設計されたものの、夜間爆撃機や対潜哨戒機としての活躍が顕著であった。最後の型は輸送用に制作された。

## 概要
本機の開発は、イギリス空軍から出された新型爆撃機の仕様に従って1932年9月から開始された。原型機は1936年6月に初飛行しその年の航空ショーで最新鋭機として紹介されたが、翌年墜落事故を起こして失われた。しかし空軍は、この機体の生産型を180機発注し、量産1号機Mk.Iは1937年12月に初飛行した。

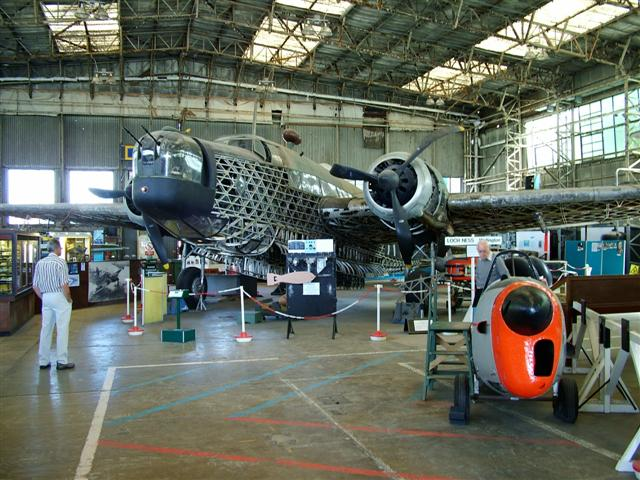
金属の骨組みに布を張った構造

ウェリントンは、角張った胴体を持つ双発機で、胴体、翼等の主要部分はヴィッカース社独特の大圏構造で作られていた。これは、金属製の細い素材を籠状に編み、その上から羽布を張った構造で、頑丈かつ軽量で多少の敵からの攻撃でも大きな破壊から免れることが出来るという利点があった。反面、製造工程が複雑になることや、気密性に劣るため高高度での活動には不向きである等の欠点もあった。最初の量産型は、機首と機尾に動力式の連装式の銃座を持ち、爆弾は腹部の爆弾倉に2000kg搭載できた。エンジンは、Mk.Iでは1,000hpのブリストル ペガサスMk.XVIIだったが、その後のMk.IIは1,145hpのロールス・ロイス マーリンMk.Xに、 Mk.IIIは1,375hpのブリストル ハーキュリーズMk.IIIに強化されている。これらの試作機はそれぞれ1939年3月3日と5月16日に処女飛行をした。
1938年から部隊配属が開始され、第二次世界大戦開戦時には6個の飛行隊に配備されていた。1939年9月4日にブルンスビュッテル(Brunsbüttel)に数機のブレニムと爆撃を行ったのが本機の初陣で、その後暫くはドイツ本土空襲の昼間爆撃に用いられた。しかし、同年12月の作戦において作戦参加機の半分以上を喪失もしくは大破させられるという損害を被ったことをきっかけにして、本機は夜間爆撃任務に回されることになった。夜間爆撃機としては本機はよく働き、大戦前半にはドイツおよびイタリアの工業地帯爆撃に活躍したほか、中東、北アフリカ、ギリシャ方面でも活動した。
1942年にはインドにも派遣され、イギリスの極東における最初の長距離爆撃機となった。また、洋上型として特に設計されたものが生産され始めた。まず、 MK.VIII が偵察用に生産された。後の型では Mk.XI が180機, Mk.XII が58機, Mk.XIII が843機, Mk.XIVが841機がそれぞれ生産された。これらの型の主な相違点は、エンジンと武装で、沿岸防衛隊の任務で、パトロール,対潜哨戒,偵察,爆撃などさまざまな目的に使われた。
大戦後半になると爆撃機として使用するには性能的には苦しくなり、ヨーロッパでの爆撃部隊としての任務は1943年10月に終了したが、沿岸航空隊における哨戒任務や輸送、爆撃練習などで利用されるようになった。機体の容量に余裕があり扱いやすく、また長時間飛行できる機体だったため、これらの任務のための専用型の生産が続けられ、最後の生産機が生産ラインを出たのは大戦終結後の1945年10月だった。最後の型 MK.XVと MK.XVI は輸送用に制作されたもので、武装はなく、弾倉は閉鎖され、貨物室になった。

## スペック
- 全長：19.68 m
- 全幅：25.26 m
- 全高：5.31 m
- 全備重量：12,910 kg

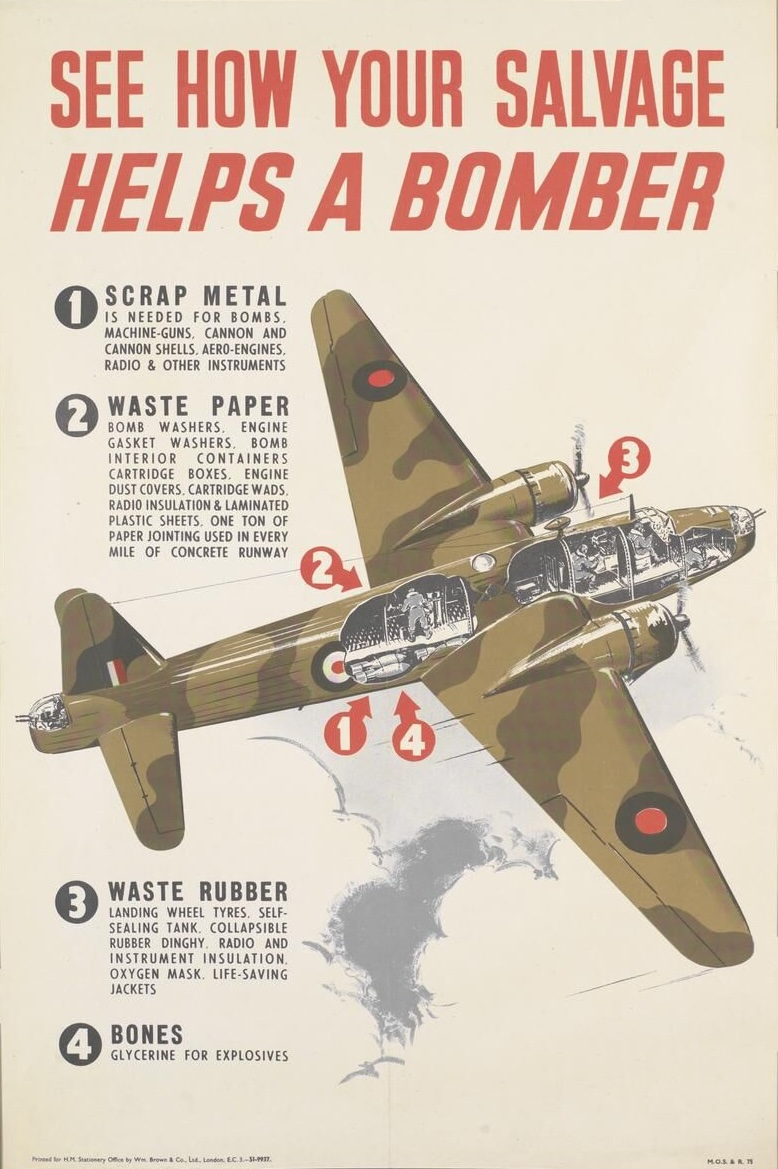
国民から供出された金属や紙などが、どのようにビッカース ウェリントン爆撃機に使用されたかを解説するポスター

- エンジン：ブリストル・ペガサス17 空冷9気筒 1000 hp×2
- 最大速度：378 km/h
- 実用上限高度：5,500m
- 航続距離：3,540 km
- 武装
  - 爆弾2,000kg
  - 7.7mm機銃×6
- 乗員 6名

## 製造時間
通常60時間で製造されるが、en:Vickers Wellington LN514は、アメリカ合衆国カリフォルニア州の工場が打ち立てた爆撃機の製造時間 48時間を打ち破り、23時間50分で作り上げ、製造開始から24時間48分で離陸した。この様子は、プロパガンダとして録画されイギリスとアメリカで放送された。

## 登場作品

### ゲーム
『R.U.S.E.』
イギリスの爆撃機として登場。
『War Thunder』
イギリス空軍の爆撃機として登場。
『紺碧の艦隊2 ADVANCE』
イギリスの爆撃機として登場。
『鋼鉄の咆哮３ ウォーシップコマンダー』
イギリス型の航空機として登場。戦略爆撃機としての扱いとなっている

### 小説
『ブラッカムの爆撃機』
イギリス空軍のウェリントンによるドイツ本土爆撃を題材としており、主人公らの乗機として登場している。